# Emilio Franceschi

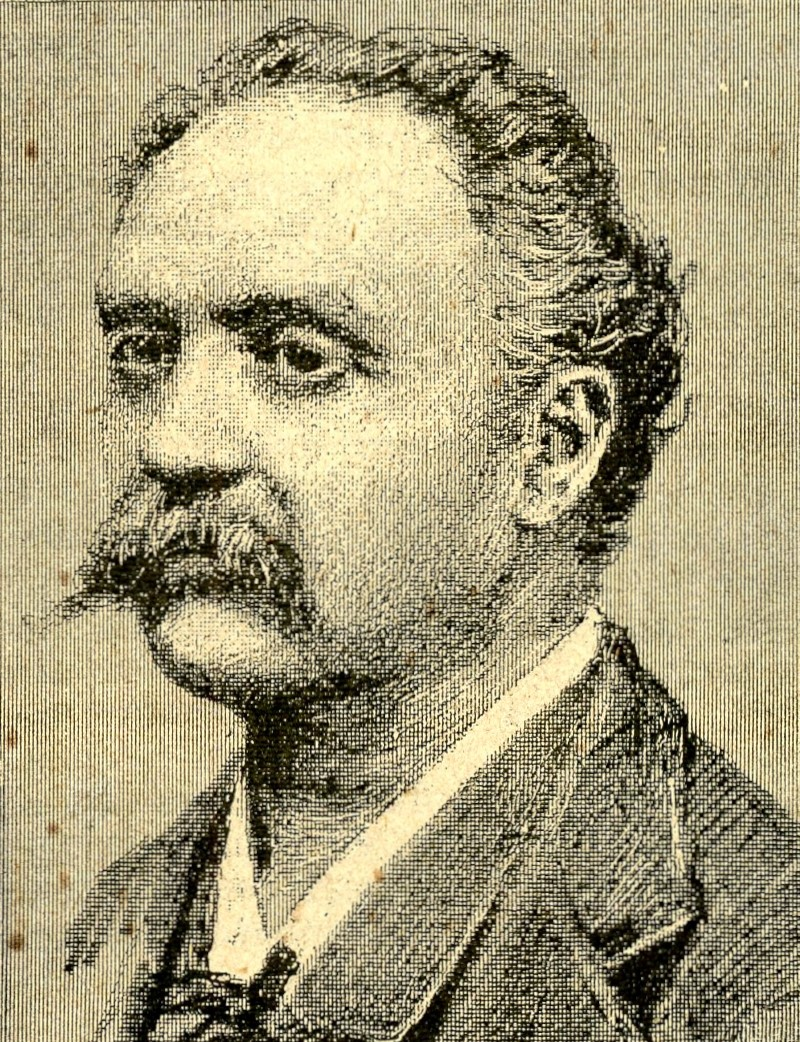
Emilio Franceschi

Emilio Franceschi (Firenze, 16 marzo 1839 – Napoli, 2 giugno 1890) è stato uno scultore italiano.

## Biografia

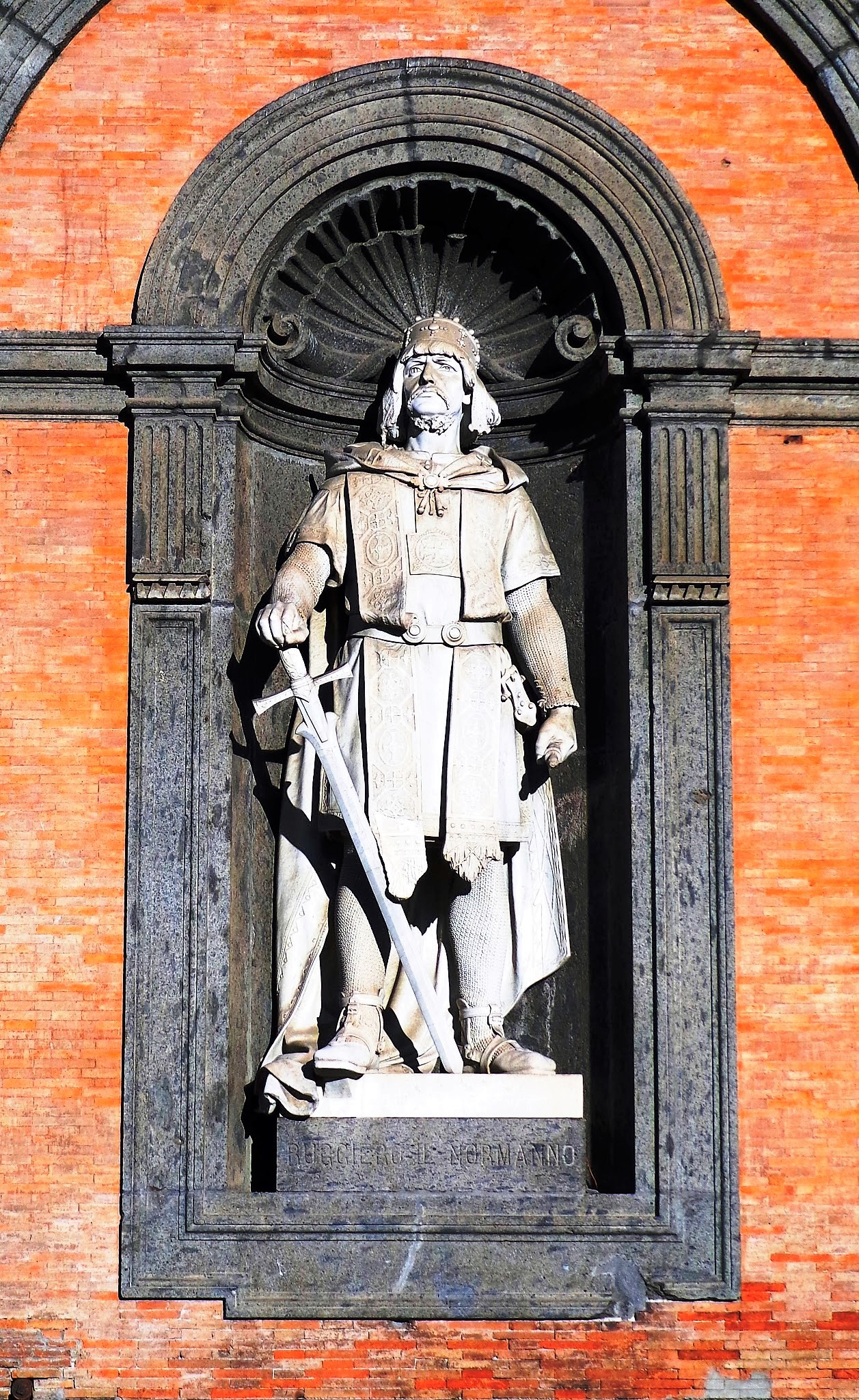
Ruggero II di Sicilia, al Palazzo Reale di Napoli

Nato da una modesta famiglia fiorentina, Emilio Franceschi compì i primi studi al collegio Fortiguerri di Pistoia e in seguito all'Istituto delle belle arti di Firenze. Fu allievo di Pietro Cheloni per poi iniziare la propria attività autonomamente, eseguendo principalmente opere in legno: grazie ai suoi intagli partecipò alle Esposizioni universali di Londra del 1862 e quella di Parigi del 1867, ricevendo in quest'ultima la menzione d'onore.
Si trasferì a Napoli nel 1869 diventando prima direttore e poi socio di una fabbrica di mobili e nel 1873 professore all'Istituto di belle arti di Napoli. Oltre al legno, nel 1870 si avvicinò anche alla scultura marmorea. Partecipò nuovamente all'Esposizione universale, questa volta a quella di Vienna del 1873 con l'opera Menestrello, e quindi alla Promotrice di Napoli del 1875, con un'opera in gesso, e del 1877, con le opere Guida araba in riposo, Parini e Opimia. Con la scultura Eulalia cristiana, realizzata sia in marmo che in gesso che in bronzo, è all'Esposizione nazionale di Torino del 1880, in stile classico in cui si denotano anche segni del naturalismo.
Durante gli anni '80 continuò a partecipare a diverse esposizioni in ambito nazionale: nel 1888 portò a termine la statua di Ruggero II di Sicilia, collocata in una nicchia della facciata del Palazzo Reale di Napoli. Nello stesso anno inoltre vinse il concorso per la realizzazione, sempre a Napoli, in piazza del Municipio, di un monumento dedicato a Vittorio Emanuele II di Savoia: si sarebbe dovuto trattare di un gruppo equestre con base quadrangolare decorata con bassorilievi e la figura di Parthenope. Lo scultore morì improvvisamente il 2 giugno 1890 e l'opera venne realizzata da altri artisti su disegno dello stesso Franceschi, anche se con diverse modifiche.

## Opere
- Ad bestias, Galleria dell'Accademia, Napoli
- Eulalia cristiana (in bronzo), Accademia delle belle arti, Ravenna
- Eulalia cristiana (in gesso), Galleria nazionale d'arte moderna e contemporanea, Roma
- Eulalia cristiana (in marmo), Museo civico d'arte antica, Torino
- Fossor, Galleria nazionale d'arte moderna e contemporanea, Roma
- Guida araba in riposo, collezione Vonwiller, Napoli
- Mater dolorosa
- Menestrello
- Opimia, Museo nazionale di Capodimonte, Napoli
- Parini, Galleria nazionale d'arte moderna e contemporanea, Roma
- Ruggero II di Sicilia, Palazzo Reale, Napoli
- Vittoria